# Cova Franchthi
La cova Franchthi (en grec: Σπήλαιον Φράγχθι) està situada al sud-est de l'Argòlida, dins de la península grega del Peloponés i és en un paratge amb meravelloses vistes al golf Argòlic, enfront de la localitat grega de Koilada.
La cova estigué ocupada des d'època paleolítica, a l'entorn del 20000 ae i possiblement abans, i se'n mantingué l'ocupació durant el Mesolític i Neolític; fou abandonada al voltant del 3000 ae. És un dels pocs assentaments del món que mostra una ocupació humana contínua al llarg de 20.000 anys.
La cova presenta alguna de les primeres evidències d'agricultura a Grècia. Els primers habitants serien caçadors recol·lectors, amb restes simultànies de c. 11000 ae de fruita com ara ametles, festucs, garrofes i llentilles. La civada salvatge i l'ordi silvestre hi apareixen en contexts datats des del 10500 ae, mentre que des del 7300 hi apareixen ja pésols i peres silvestres. Cap d'aquestes espècies és autòctona, i dues en són oriündes d'Àsia Menor, cosa que indica que el conreu de llegums i fruita seca precedí el de cereals a Grècia i fins a Àsia Menor. La troballa podria significar que aquesta zona meridional d'Argòlida fou la zona més antiga agrícola coneguda de Grècia. Els elements d'obsidiana apareguts a la cova provenen de les pedreres de l'illa de Melos, situada a 80 milles per mar, cosa que indica que la capacitat per fer aquests desplaçaments ja es donava en aquella època. Igualment i a l'entorn del 6000 ae apareixen evidències en el registre arqueològic de la cova de dues espècies de blat salvatge: pisana i emmer (Triticum dicoccum).